# Apidae
Apidae su porodica kukaca iz reda opnokrilaca, u natporodici Apoidea i njenom kladusu Anthophila (pčele). 
Apidae se dijele na tri potporodice: 
1. prave pčele (Apinae)[1] u koje spadaju medonosne pčele i bumbari;
2. pčele kukavice (Nomadinae), kleptoparazitske pčele koje napadaju gnijezda drugih pčela dok ove vani sakupljaju pelud. Koristeći tu priliku, ženke ovih nedavno prozvanih „pčela kukavica“, liježu (poput ptica kukavica) svoja jajašca u košnicu domaćina.[2]
3. Xylocopinae ili tzv. 'pčele drvarice' čije ime potječe od njihovog gniježđenja; gotovo sve vrste ukopavaju se u tvrdi biljni materijal poput mrtvog drva ili bambusa. Glavne iznimke su vrste u podroda Proxylocopa koje kopaju tunele za gniježđenje u prikladnom tlu. Ime potporodice dolazi od starogrčkog xylokopos/ξυλοκὀπος "drvosječa"

Iako većina pčela živi usamljeno (solitarno), neke, poput medonosnih pčela, žive u organiziranim zajednicama, pčelinjacima, unutar kojih grade pčelinje saće. Pčelinjak ima jednu maticu, jedinu plodnu ženku o kojoj skrbe radilice. Radilice brinu i o leglu, donose hranu i grade sače. Muške jedinke su trutovi kojima je jedini zadatak oplođivati maticu, a nakon parenja ili na kraju sezone ugibaju.
Najpoznatije pčele medarice su: A. cerana (istočna ili Indijska pčela medarica), A. dorsata (divovsska pčela medarica), A. florea (malena pčela medarica) i A. mellifera (Europska ili zapadna pčela medarica). 
- Pčela skuplja pelud